# Klobuk

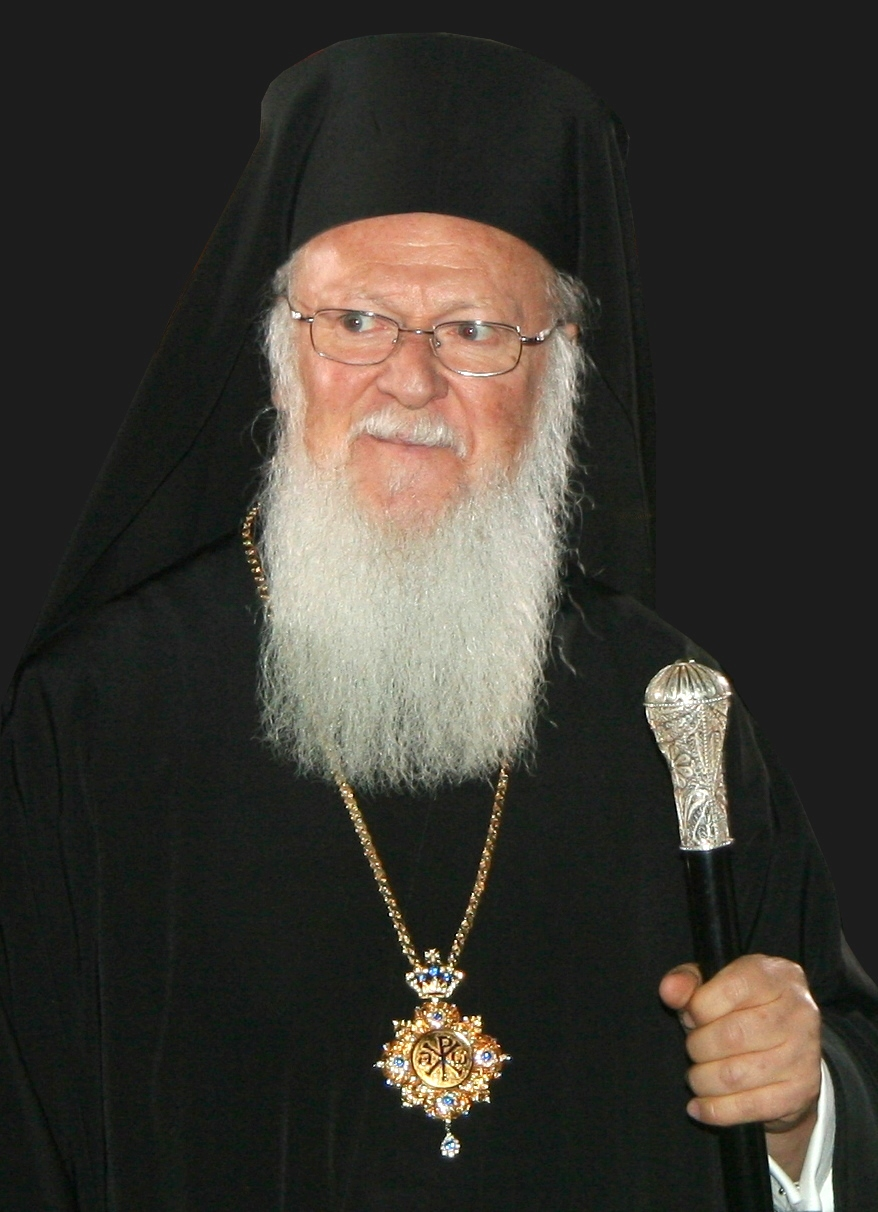
Patriarca ortodoxo de Constantinopla Bartolomé I portando sobre su cabeza el tocado negro conocido como klobuk

El Klobuk es un tipo de tocado propio de la Iglesia ortodoxa, generalmente utilizado por los obispos y patriarcas. El klobuk está compuesto de un sombrero, el kamilavkion, cubierto por un velo conocido como epanokamelavkion que cae hacia los hombros y espaldas del clérigo. Ambas piezas se originaron durante la evolución del Imperio bizantino y quedaron eventualmente reservadas solo para los religiosos.